# Puerta Hompesch
La puerta (de) Hompesch (en maltés, Il-Mina ta' Hompesch) es un arco conmemorativo ubicado en la ciudad de Żabbar, Malta. Fue construido en 1801 para conmemorar el estatus de ciudad concedido a la localidad por Ferdinand von Hompesch zu Bolheim en 1797.
La puerta de Hompesch fue incluida en la lista de antigüedades de Malta en 1925. En la actualidad, está catalogada como monumento nacional de primer grado y figura en el Inventario Nacional de Bienes Culturales de las Islas Maltesas.

## Historia

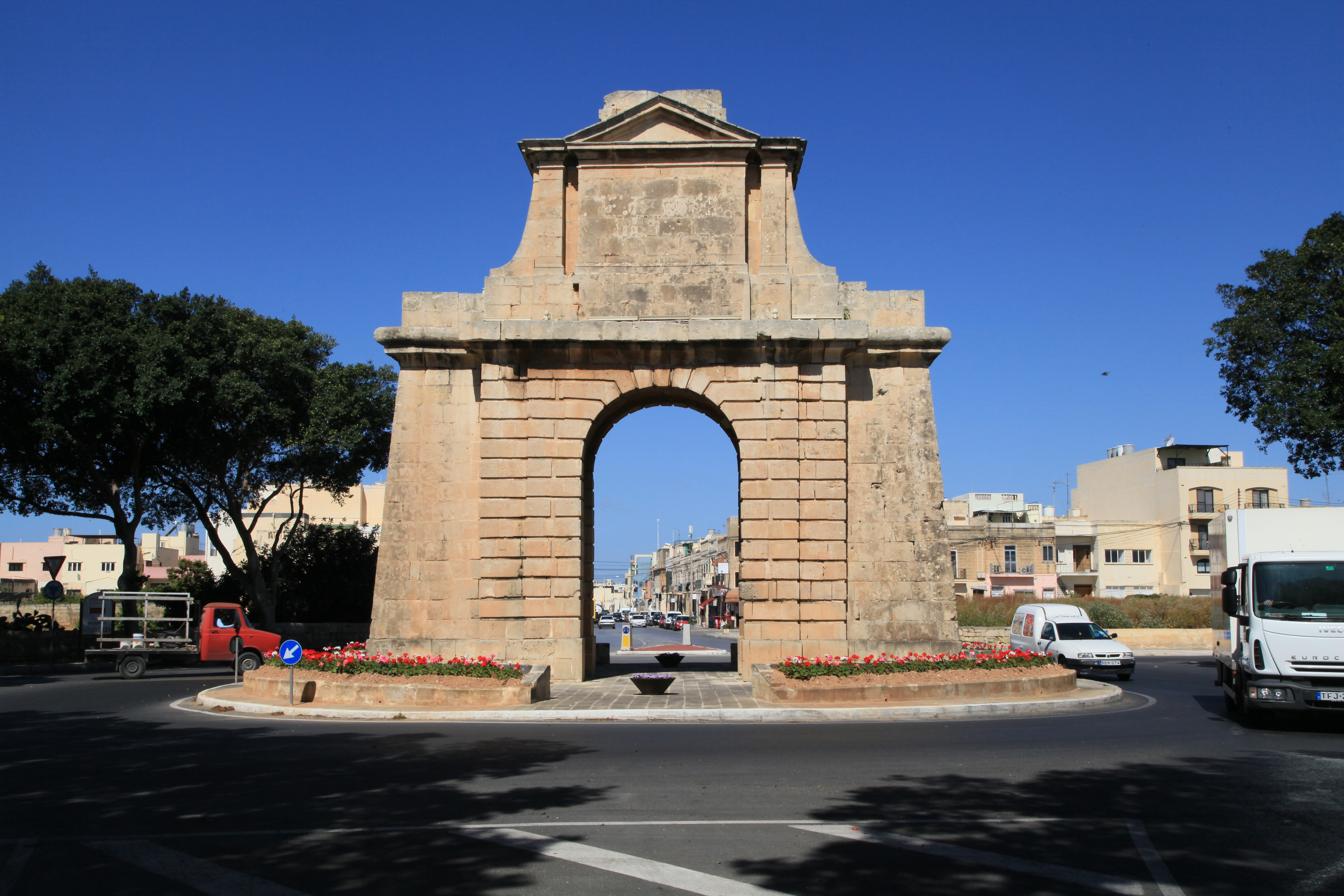
Fachada trasera de la puerta

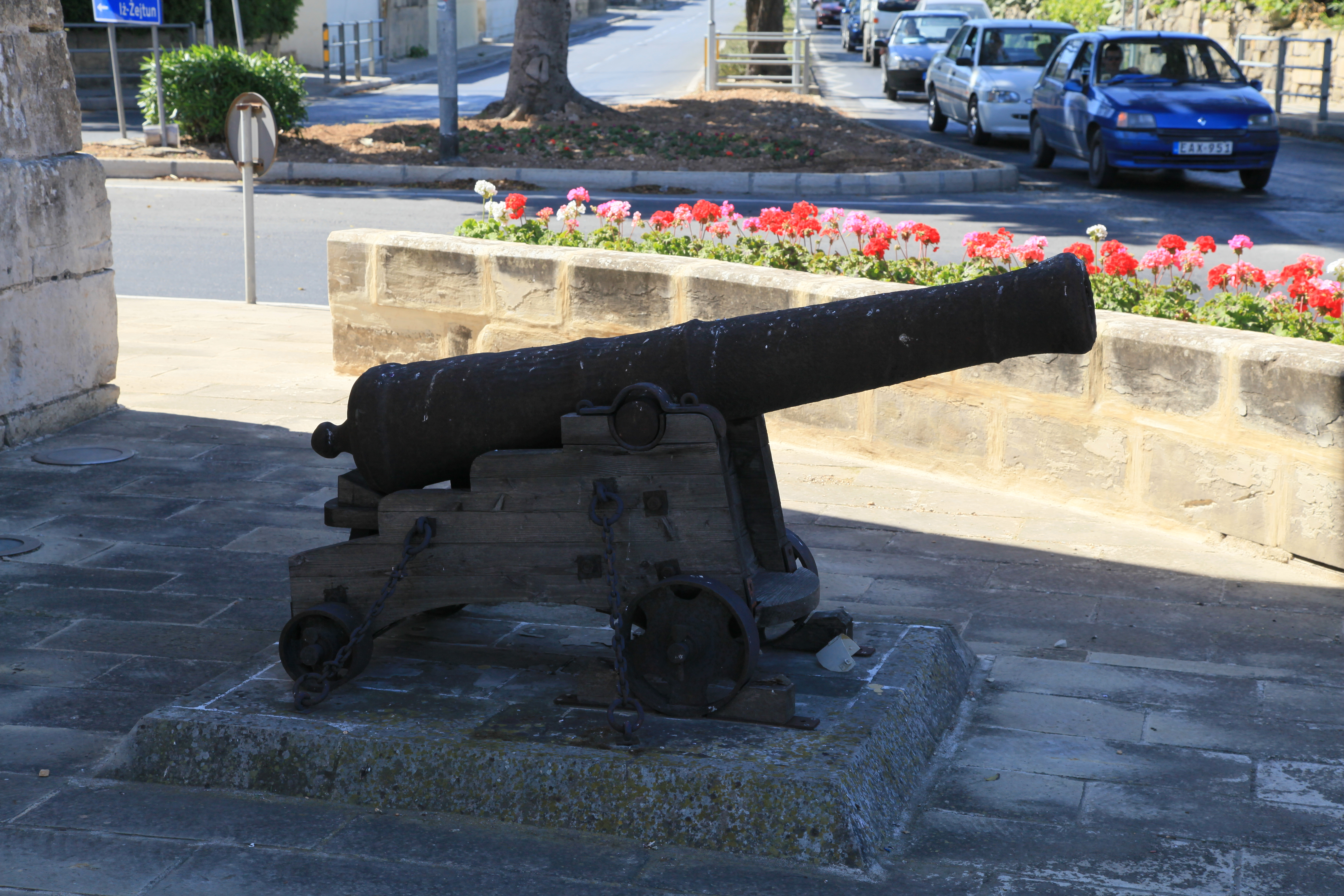
Uno de los cañones franceses en la base de la puerta.

El 10 de septiembre de 1797, Ferdinand von Hompesch zu Bolheim, gran maestre de la Orden de San Juan (Orden de Malta), asistió a la fiesta local del pueblo de Żabbar. Los habitantes acogieron con entusiasmo la visita y el párroco de la localidad, Carlo Caruana, aprovechó la oportunidad para solicitar a Bolheim que elevara la categoría de Żabbar a la de una ciudad. Este aceptó y otorgó a Żabbar el título de Città Hompesch por decreto de 14 de septiembre de 1797.

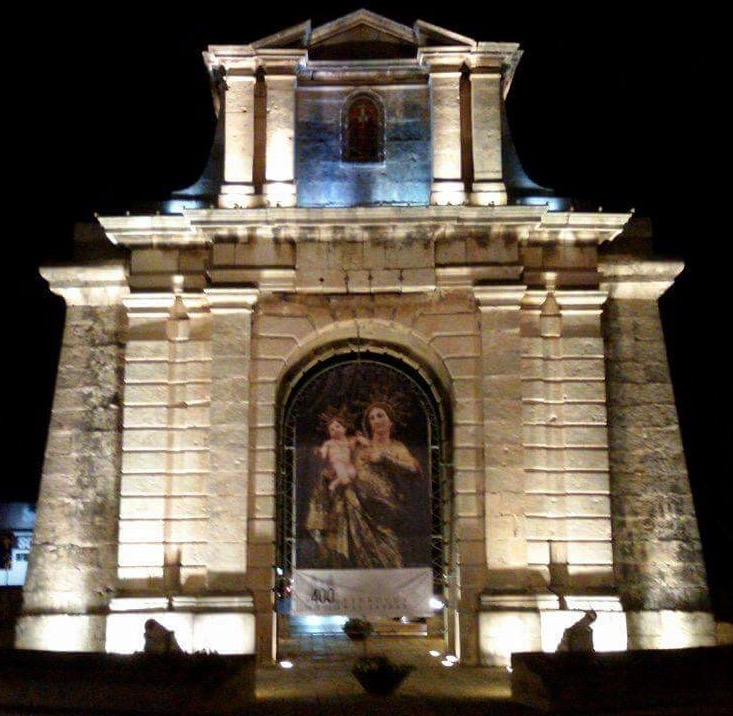
La puerta iluminada por la noche durante una fiesta local.

Tras convertirse en ciudad, los habitantes de Żabbar resolvieron construir un monumento al gran maestre en forma de un arco triunfal. Sin embargo, en 1798, tras la invasión francesa de Malta, los franceses expulsaron a Hompesch y a la orden de la isla. A la invasión siguió una breve ocupación francesa, seguida por un levantamiento maltés, antes de que Malta se convirtiera en 1800 en protectorado británico.
Estos conflictos políticos y militares retrasaron la construcción del monumento. Finalmente, en diciembre de 1801, durante las obras de reparación del santuario de Żabbar, el párroco Caruana mandó construir por fin la puerta de Hompesch.

## Arquitectura
El monumento, construido al estilo neoclásico, consta de una sola abertura en forma de arco, flanqueada por dos pares de pilastras dóricas cuadradas incrustadas en la estructura. Por encima de la puerta está el ático, rematado con un frontón triangular y bordeado también por dos pares de pilastras, del mismo diseño pero más pequeñas. En el centro del ático, debajo del frontón, hay una representación de Nuestra Señora de las Gracias, patrona de la ciudad.
Debido al delicado contexto político en el que se construyó el monumento, se optó finalmente por no hacer ninguna mención en la puerta de la Orden de Malta ni de su gran maestre. La estructura debía estar coronada por un escudo de armas en relieve, que de hecho llegó a crearse, pero nunca se incorporó al frontón.